# Plan de Iguala
El Plan de Iguala o Plan de Independencia de la América Septentrional fue un documento político proclamado por Agustín de Iturbide el 24 de febrero de 1821 en la ciudad de Iguala; en el cual se declaraba a la Nueva España como país soberano e independiente.

## Antecedentes y contenido
Sus cuatro principios fueron:
1. Establecer la independencia de México.
2. Mantener la monarquía encabezada por Fernando VII o alguno de los miembros de la Corona española.
3. Establecer la religión católica como la única.
4. Establecer la unión de todas las clases sociales.[3]

Más tarde, estos tres principios (Religión, Independencia y Unión) se convertirían en las Tres Garantías que promovió el ejército que sustentaría al gobierno, al que, por la misma causa, se le llamó Ejército Trigarante. El plan, exhortaba a los insurgentes a incorporarse al ya mencionado Ejército Trigarante, cuyo líder sería Agustín de Iturbide.
El Plan de Iguala contiene una extensión de diecisiete artículos conocidos como Tratados de Córdoba en los cuales se estipulaba que el gobierno que adoptaría México como nación independiente sería el de una monarquía moderada, cuya corona sería otorgada a Fernando VII, miembro de la Casa de los Borbones, o en su defecto, a algún otro Infante de España para devolver a la corona, en el ahora México independiente, el poder que la Constitución española de 1812 le había quitado en España.
El plan preservaba, además, la supresión de distinciones étnicas entre los habitantes que había sido establecida por la Constitución de 1812 y que estaba plenamente en vigencia; conservaba la igualdad de todos los individuos y, por lo tanto, en adelante todos mantendrían los mismos derechos de los cuales ya gozaban.
Para gobernar al nuevo país en lo que llegaba un príncipe a ocupar la corona, el plan proponía la creación de una "Junta Gubernativa" y, posteriormente, una Regencia que se encargaría de gobernar en lo que se elegía al nuevo emperador. Además convocaría a las Cortes para elaborar una Constitución.
El plan es una reacción a los movimientos liberales que sucedían en España, en lo que se llamaría el Trienio Liberal. Tras un pronunciamiento militar realizado en Sevilla por Rafael de Riego, este logra obligar a firmar al rey Fernando VII una constitución parlamentaria de corte liberal, la Constitución española de 1812. Este trienio liberal dura entre 1820 y 1823, cuando Fernando VII consigue que la Santa Alianza (Prusia, Austria y Rusia) envíe un ejército compuesto por 95 000 soldados en ayuda del rey (ejército llamado los Cien Mil hijos de San Luis), restaurando el Antiguo Régimen y el absolutismo tras la batalla de Trocadero.
En la Nueva España, grupos de las élites novohispanas del clero, la burguesía y el ejército, reunidos en la llamada "Conspiración de la Profesa", gestaron la movilización de la población afín a sus intereses, para concretar la independencia, nombrando como comandante del ejército a Agustín de Iturbide, para que derrotara a la resistencia insurgente comandada por Vicente Guerrero. Sin embargo, Iturbide, consciente de la dimensión de la rebelión popular que aún sobrevivía en amplias regiones, pactó con Guerrero la unión de ambas facciones independentistas en el llamado "Abrazo de Acatempán", y de esta forma concretar la independencia definitivamente.